# 바위비둘기

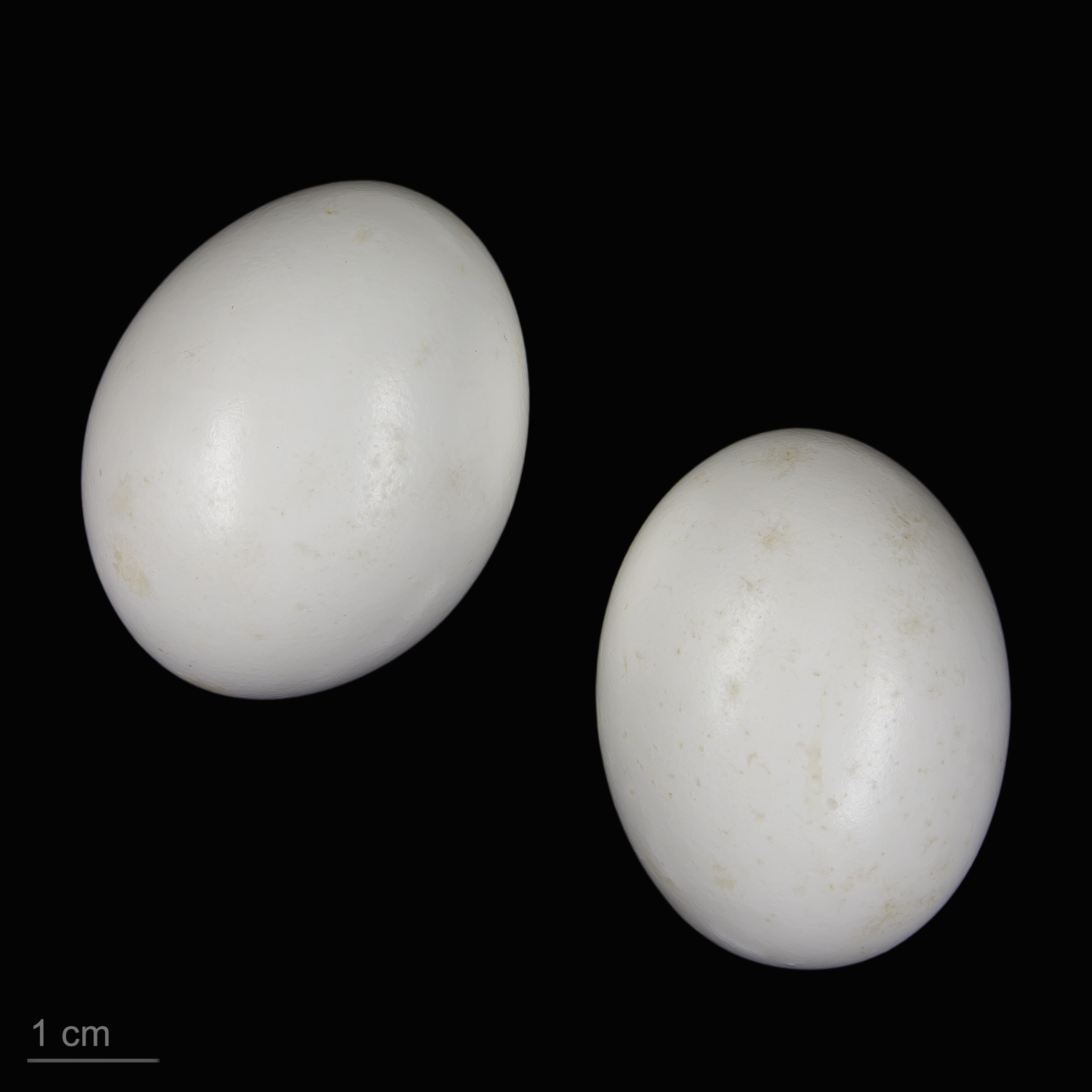
Columba livia

바위비둘기는 리비아 원산의 비둘기이다. 집비둘기·전서구 등 사람이 기르는 비둘기의 원종이며, 원산지인 리비아에서 구북구의 인도 아대륙과 중부·동부 아시아에서 분화된 양비둘기(Columba rupestris)와 가까운 종이다. 바위비둘기의 뼈는 구석기 베이징 원인 유적에서도 발견된다. 자극통제가 가능한 조류이며 훈련이 가능하다. 20세기 행동주의가 발달하면서 행동주의자들은 바위비둘기를 이용해 환경에 대한 기능적 관계를 밝히려 시도하기도 했다.
바위비둘기에 대한 가금화의 규모로 미뤄볼 때, 바위비둘기가 분포하는 넓은 지역에서 유전적 순수성이 남아있다고 보기에는 무리가 있다.
세로길이 32~37cm 정도에 양 날개의 길이 64~72cm 정도의 크기를 갖고 있다. 회색 머리에 가슴과 목에는 붉고 푸른색의 광택이 있으며 다리는 붉은 색이다. 새끼의 눈은 검지만 크면서 붉은 색 또는 주황 색으로 변한다. 검은 색 부리에 하얀 색 콧잔등(Operculum)을 가지고 있는데
이 콧잔등은 피부 조직이 부풀어 오른 것으로
다른 조류의 부리에 난 밀랍질 부분(Cere)과는 구조적으로 다르다. 비둘기의 콧구멍은 이 콧잔등 사이로 비스듬히 위치해 있다.

## 생태
내륙과 해변의 절벽에 집을 지으며 먹이로는 과일, 곡류, 전분류, 곤충이나 작은 시체 등으로 500~600g의 성체기준으로 한달에 500~600g의 먹이와 1L의 물을 먹는다.
북반구를 기준으로 1월부터 3월까지는 보리를 주로 먹는다. 1월부터 2월까지는 민가 주변에서 수확하고 남은 보리나 야지의 제비꽃속 식물의 씨앗을 먹는다. 3월이 되어서는 싹이 트는 보리 새싹을 주로 먹으며 푸마리아속 식물의 열매를 섭취하기도 한다. 땅에 묻혀있는 밀을 찾아내지 못하기 때문에 밀류의 섭취는 밀이 싹을 틔우는 시기인 3월부터 증가한다. 4월은 거의 먹지 못한다. 5월은 보리의 수확시기와 겹쳐 보리의 섭취가 증가하는데 지렁이를 먹기도 하나 보통은 지렁이의 알이나 작은 달팽이를 먹는다.
6월이 되면 먹을 것이 부족해져 대부분은 땅에 떨어진 먹이를 찾아다닌다. 6월은 별꽃과 식물이 발견되는 시기이며 유일하게 나뭇잎의 섭취가 발견되는 시기이기도 하다. 별꽃과 식물이 발견되는 시기에는 별꽃과 식물의 씨앗과 씨방을 모두 먹으며 잔디속의 씨앗을 섭취하기도 한다. 미나리아재비과 식물 씨앗의 섭취도 이 시기에 발견된다. 7월부터 9월까지는 수확하고 남은 밀과 보리, 귀리를 주로 찾아다닌다. 콩과 식물에서는 경작 과정에서 나온 나비나물속 식물의 열매를 먹으며 이 외에는 완두콩, 메이플 피(maple peas), 잠두콩이 있다. 밀 경작의 특성상 8월이 되면 쟁기를 대기 때문에 더 이상 수확하고 남은 밀은 먹지 못한다. 이에 따라 8월 이후에는 보리를 주로 먹게 된다. 11월은 씨앗이 맺히는 싱아속이나 명아주속의 씨앗을 먹으며 여뀌속이나 메꽃과의 식물을 먹는다. 12월은 아무것도 먹지 못한다.
바위비둘기는 집단생활을 하며 서열 의식을 가지고 있는 동물로, 서열이 낮은 비둘기는 먹이가 있는 지점에서 20 ~ 60cm 정도의 거리를 두고 자신보다 서열이 높은 비둘기가 식사를 끝낼 때까지 기다리고 있다가 먹이를 먹는다. 바위비둘기는 길을 찾을 때 방향 지각 능력과 주변 사물에 대한 기억을 바탕으로 길을 찾는다. 이때 다수의 비둘기는 같은 무리의 비둘기 중 길을 찾는 데 있어 정확도가 높은 비둘기를 따라간다.

## 같이 보기
- 비둘기속
- 집비둘기
- 양비둘기